# NGC 6036
NGC 6036 (другие обозначения — UGC 10163, MCG 1-41-10, ZWG 51.32, KCPG 480B, IRAS16020+0400, PGC 56950) — галактика в созвездии Змея.
Этот объект входит в число перечисленных в оригинальной редакции «Нового общего каталога».